# Dictyoneura libelluloides
Dictyoneura libelluloides là một loài côn trùng trong họ Dictyoneuridae thuộc bộ Palaeodictyoptera. Loài này được Goldenberg miêu tả năm 1856.